# Monasterio de San Juan (Poyo)
San Xoan de Poio es un monasterio benedictino medieval, actualmente ocupado por una comunidad de mercedarios. Es Bien de Interés Cultural desde 1971.

## Situación
Está situado en la parroquia de San Juan de Poyo, en el término municipal de Poyo, en la comarca de Pontevedra, cerca de la capital provincial.

## Historia
La fecha de fundación es difícil de precisar. La tradición sostiene que fue fundado por Fructuoso de Braga y sus discípulos en el siglo VII, y tres siglos después, en el reinado de Bermudo III de León fue reconstruido en otro lugar, pero cerca de la primera base. El documento más antiguo que se conserva de las fechas indicadas es de 942.
Desde entonces ha recibido numerosos privilegios reales y nobiliarios, incorporándose a la Congregación de San Benito de Valladolid, con la hora de inicio de su mayor esplendor. En ella llegó a tener un colegio mayor en teología desde el año 1548 a 1556.
En 1581 comenzaron las obras de la iglesia actual y del claustro procesional, desarrollándose entre 1600 y 1612. Sobre la construcción de la nueva iglesia hay que resaltar la existencia de un plano de finales del siglo XVII realizado por Fray Gabriel de Casas, en esos momentos maestro de obras de San Martín Pinario.
En 1613 comenzó a funcionar el Colegio de Pasantes de San Juan de Poyo que no dejaría su tarea hasta el decreto de secularización de 1834. Después de su abandono por los benedictinos con la incautación en 1890 fue ocupado por los mercedarios, que todavía continúan en la actualidad.

## Descripción
La fachada del monasterio es una obra barroca de simple traza que cuenta con una cubierta con un nicho en el que alberga la imagen de San Benito.

### La iglesia
La obra fue contratada Pedro de Monteagudo en 1691 siguiendo una traza de Fray Gabriel de Casas. En 1700, la obra quedó inconclusa y tuvo que ser completado por otro maestro. Las torres, en opinión de algunos autores, como Bonet, se ponen en relación con el barroco compostelano, en concreto con el quehacer de Fernando de Casas Novoa.
La fachada de la iglesia está enmarcada por dos esbeltas torres con una portada con dos pares de columnas dóricas en la parte inferior del cuerpo y dos pares de columnas corintias en la parte superior. En la portada una imagen de San Juan Bautista.
El interior de la iglesia se inició en virtud de un plano clásico adquiriendo elementos barrocos durante su largo proceso de construcción que se terminó en el siglo XVIII. Así, el trabajo no se completó de acuerdo con el plano original, a pesar de que era muy respetado, así en 1708 estaba siendo tallado el abovedamento en el crucero y en 1731 la construcción de la sacristía. Incluso en el año 1743 el Padre Sarmiento dijo que la iglesia todavía estaba abierta.
Se configura en una gran nave cubierta con bóvedas de cañón y bóvedas de crucería. En ella se abren tres pequeñas capillas con arcos de medio punto y sobre ellos una serie de balcones.
La capilla mayor se adorna con el retablo mayor, trabajo realizado en el año 1735, y se divide en columnas salomónicas. Muestra imágenes de santos mercedarios del convento de Madrid, junto con imágenes de la Virgen de la Merced, patrona de la orden, y San Juan Bautista, patrono del convento. El antiguo retablo encargado a Bernardo Cabrera en 1631 fue aprovechado en parte para el retablo de la capilla de Cristo (antigua sacristía) en la que se alberga la tumba suevo-visigoda de Santa Trahamunda.

### Los claustros
El claustro de la portería o de los naranjos es rectangular y está dividido en tres niveles todos de orden toscano. Fue construido entre 1747 y 1749, al mismo tiempo que la escalera de honor.
El claustro principal o procesional es de menor tamaño y construido bajo la dirección de Mateo López en el siglo XVI, a raíz de los planos de Juan Ruiz de Pamames. De planta cuadrada consta de dos niveles divididos en arcos. Las naves se cubren con bóveda de crucería estrelladas.

## Situación actual
En el convento se sigue realizando la vida monástica y se encuentra en buenas condiciones. Actualmente las dependencias del claustro, la antigua cocina, el refectorio y la sala capitular son para el museo.

## Espacios adjuntos
Cuenta, después del edificio monacal, con un horreo de gran tamaño.